# ロベール・マルジョラン

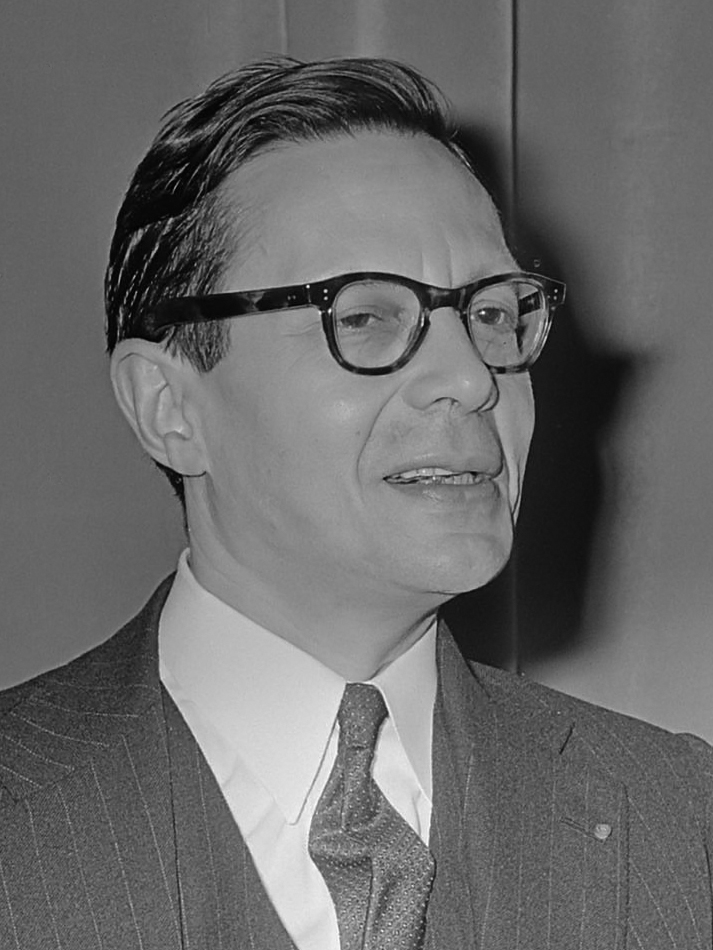
'ロベール・マルジョラン

ロベール・マルジョラン（Robert Marjolin、1911年7月27日 - 1986年4月15日）は、フランスの経済学者、政治家。欧州経済共同体の形成に関与した。

## 生い立ちと教育
マルジョランは、パリの内装業者の息子として生まれた。14歳で学校を出て働き出したが、ソルボンヌで夜間課程と通信教育課程を受講した。1931年、ロックフェラー財団の奨学生となって社会学と経済学をイェール大学で学び、1934年に修了した。また、1936年には大学院では法学の博士号を授与された。1938年から、パリ経済研究所のチャールズ・リストの第一助手として働いた。この頃における彼の研究は後の政治的業績共々、フランクリン・ローズヴェルト米国大統領のニューディール政策の影響を強く受けた。マルジョランは、特に生産・物価の歴史並びに通貨政策に関心を寄せた。

## 第二次世界大戦とド＝ゴール政権
第二次世界大戦中の1940年6月、フランスがドイツに降伏すると、マルジョランは英国のド＝ゴール亡命政権の経済顧問に就任した。大戦の最終段階以前に、既に彼はフランス及び欧州の再建計画を描いていた。1943年、調達作戦の責任者として、ワシントン駐在の亡命政権代表に選ばれた。彼は、この作戦で優位に立とうとする米国経済界の企てを拒絶した。米国滞在中、彼はとある女性芸術家に出会ったが、彼女はのちにマルジョランの妻となった。
戦後、マルジョランはフランス経済省の初代対外貿易部長と再建担当副大臣に就任した。ここで彼は、その後数十年間に及ぶフランスの経済発展を始動した。ドイツのルートヴィヒ・エアハルトと対照的に、マルジョランは経済における強硬な国家統制を断行した。この対照は、20世紀後半における仏独の経済政策における関係を規定した。

## マーシャル・プランとOEEC
大臣としての職責の故に、マルジョランは欧州援助のためのマーシャル・プランに大いに関与した。1947年8月、米国議会に覚書を発表し、この計画への支持を促した。1948年、マーシャル・プラン実施のために設立された欧州経済協力機構（OEEC）の初代事務総長に任命された。特に任期の最終年には、欧州の貿易関係の管理に関する純粋に技術的な権威者として、組織の方針転換を試みた。彼は、OEECを政治的に活性化させ、欧州諸国の経済統合や発展途上の政治統合を実現することを希望していた。
1954年末頃、マルジョランは「国際公務員」になりたいとして、唐突にOEECの職を退いた。社会主義者のクリスチャン・ピノー外相の補佐役とナンシー大学の経済学教授を短期間務めた。

## 欧州委員会委員への就任
1955年、欧州経済共同体（EEC）の形成に際し、彼はフランス代表団を率いて交渉を行った。彼は共通の経済・金融・通貨政策の設定を特に重要視し、ドイツのアルフレッド・ミューラー・アルマック代表団長及びハンス・フォン・デア・グローベン副団長の支持を得た。
1958年、欧州委員会の第1次ハルシュタイン委員会における2人のフランス代表のうちの1人に選ばれ、経済・金融問題を担当した。1962年1月、第2次ハルシュタイン委員会に再任された。1962年11月、フランス議会総選挙にフランス社会党候補として立候補し、落選した。当選すれば彼は同委員会を去るはずであったが、落選した結果、1967年1月の任期満了まで委員を勤め上げることとなった。
1986年に死去。74歳。